# Mespuits
Mespuits (prononcé [mɛpɥi] ) est une commune française située à cinquante-six kilomètres au sud-ouest de Paris dans le département de l'Essonne en région Île-de-France.

## Géographie

### Situation

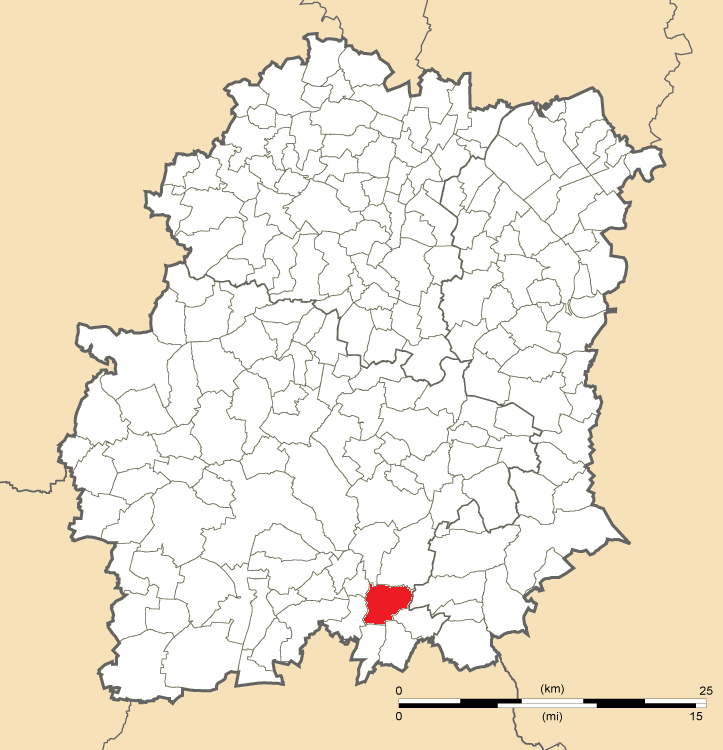
Position de Mespuits en Essonne.

Mespuits est  un village de la Beauce situé à cinquante-six kilomètres au sud-ouest de Paris-Notre-Dame, point zéro des routes de France, trente-trois kilomètres au sud-ouest d'Évry, douze kilomètres au sud-est d'Étampes, quinze kilomètres au sud-ouest de Milly-la-Forêt, seize kilomètres au sud-ouest de La Ferté-Alais, vingt-six kilomètres au sud d'Arpajon, vingt-sept kilomètres au sud-est de Dourdan, trente-deux kilomètres au sud-ouest de Corbeil-Essonnes, trente-deux kilomètres au sud de Montlhéry, quarante kilomètres au sud-est de Palaiseau.
Le sentier de grande randonnée Via Turonensis Est, confondu sur ce tracé avec le sentier de grande randonnée de pays GRP des Vallée de l'Essonne, tangente la limite est du territoire communal.
Elle  se trouve dans l'aire d'attraction de Paris et dans la zone d'emploi ainsi que dans le bassin de vie d'Étampes.

### Communes limitrophes
Les communes limitrophes sont  Blandy, Bois-Herpin, Brouy, Champmotteux, Gironville-sur-Essonne, Puiselet-le-Marais, Roinvilliers et Valpuiseaux.
| Bois-Herpin  | Puiselet-le-Marais Valpuiseaux | Gironville-sur-Essonne |
| Roinvilliers | Mespuits                       | Champmotteux           |
|              | Blandy                         | Brouy                  |

### Géologie et relief
La superficie de la commune est de 9,95 km2 ; son altitude varie de 93  à   145 mètres.
Elle est située sur le plateau agricole constitué de calcaire de Beauce et recouvert de limon loessique.

### Hydrographie
Il n'existe aucun réseau hydrographique de surface.
Comme dans beaucoup de villages de Beauce, une mare y est conservée en état.

### Climat
Pour des articles plus généraux, voir Climat de l'Île-de-France et Climat de l'Essonne.
En 2010, le climat de la commune est de type climat océanique dégradé des plaines du Centre et du Nord, selon une étude du CNRS s'appuyant sur une série de données couvrant la période 1971-2000. En 2020, Météo-France publie une typologie des climats de la France métropolitaine dans laquelle la commune est exposée à un climat océanique altéré et est dans la région climatique Sud-ouest du bassin Parisien, caractérisée par une faible pluviométrie, notamment au printemps (120 à 150 mm) et un hiver froid (3,5 °C).
Pour la période 1971-2000, la température annuelle moyenne est de 10,7 °C, avec une amplitude thermique annuelle de 14,9 °C. Le cumul annuel moyen de précipitations est de 649 mm, avec 10,9 jours de précipitations en janvier et 7,4 jours en juillet. Pour la période 1991-2020, la température moyenne annuelle observée sur la station météorologique la plus proche, située sur la commune de Boigneville à 8 km à vol d'oiseau, est de 11,5 °C et le cumul annuel moyen de précipitations est de 615,6 mm,. Pour l'avenir, les paramètres climatiques de la commune estimés pour 2050 selon différents scénarios d'émission de gaz à effet de serre sont consultables sur un site dédié publié par Météo-France en novembre 2022.

### Milieux naturels et biodiversité
Les bosquets boisés répartis sur le territoire et la pelouse calcicole ont été recensés au titre des espaces naturels sensibles par le conseil départemental de l'Essonne.

## Urbanisme

### Typologie
Au 1er janvier 2024, Mespuits est catégorisée commune rurale à habitat dispersé, selon la nouvelle grille communale de densité à sept niveaux définie par l'Insee en 2022.
Elle est située hors unité urbaine. Par ailleurs la commune fait partie de l'aire d'attraction de Paris, dont elle est une commune de la couronne,. Cette aire regroupe 1 929 communes,.

### Occupation des sols

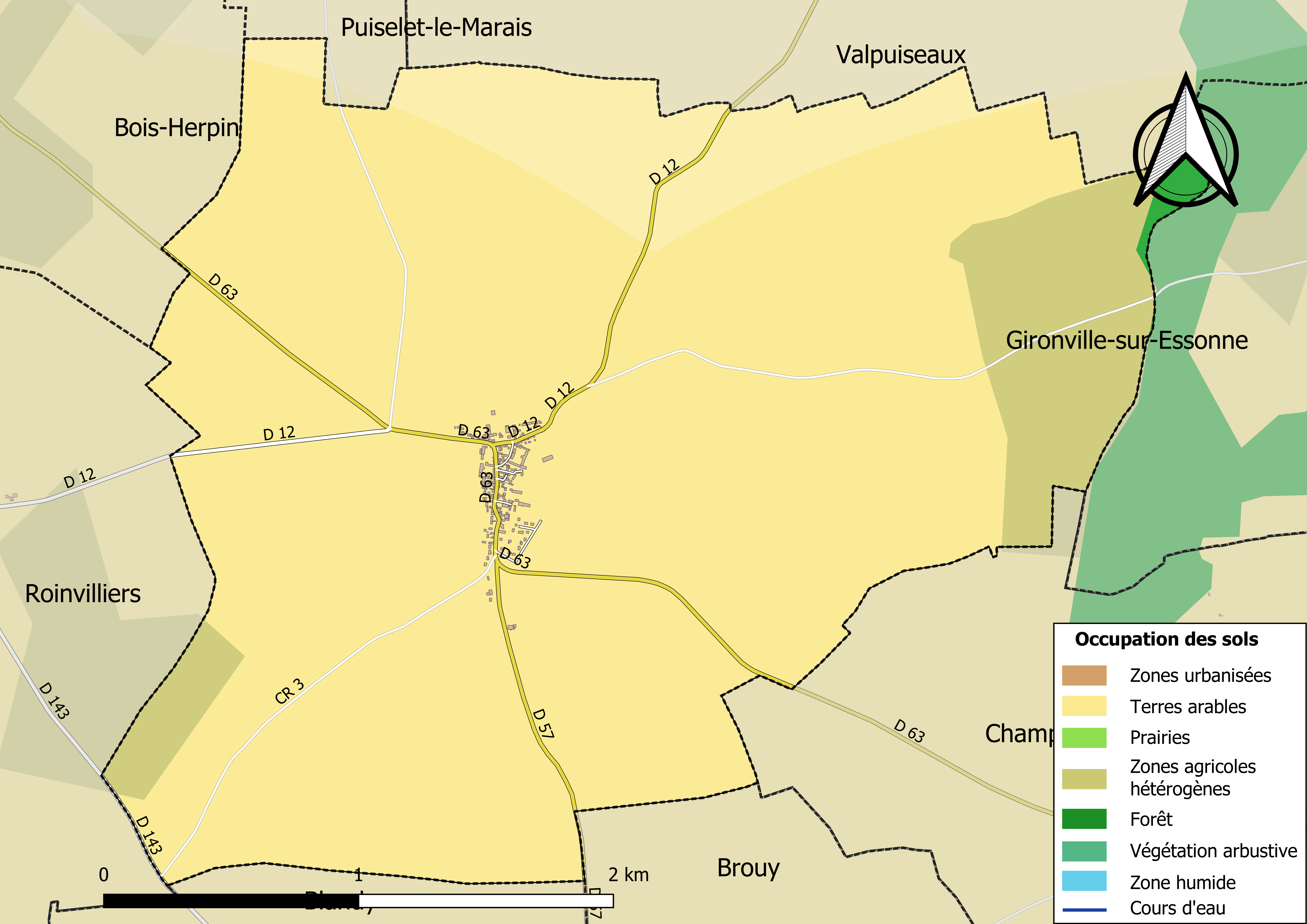
Carte des infrastructures et de l'occupation des sols de la commune en 2018 (CLC).

Le territoire de la commune se compose en 2017 de 98,27 % d'espaces agricoles, forestiers et naturels, 0,63 % d'espaces ouverts artificialisés et 1,1 % d'espaces construits artificialisés.

### Morphologie urbaine
Mespuits est un village-rue situé sur le plateau beauceron, est structuré autour de l'église, qui a fait l'objet d'une petite extension par des lotissements pavillonnaires.

### Lieux-dits, hameaux et écarts
La commune compte 41 lieux-dits administratifs répertoriés consultables ici.

### Habitat et logement
En 2021, le nombre total de logements dans la commune était de 96, alors qu'il était de 86 en 2016 et de 83 en 2011.
Parmi ces logements, 84,8 % étaient des résidences principales, 2,2 % des résidences secondaires et 13 % des logements vacants. Ces logements étaient pour 98,9 % d'entre eux des maisons individuelles et pour 1,1 % des appartements.
Le tableau ci-dessous présente la typologie des logements à Mespuits en 2021 en comparaison avec celle de l'Essonne et de la France entière. Une caractéristique marquante du parc de logements est ainsi une proportion de résidences secondaires et logements occasionnels (2,2 %) supérieure à celle du département (1,9 %) mais inférieure à celle de la France entière (9,7 %).
| Typologie                                               | Mespuits | Essonne | France entière |
| ------------------------------------------------------- | -------- | ------- | -------------- |
| Résidences principales (en %)                           | 84,8     | 91      | 82,2           |
| Résidences secondaires et logements occasionnels (en %) | 2,2      | 1,9     | 9,7            |
| Logements vacants (en %)                                | 13       | 7,2     | 8,1            |

## Toponymie
L'origine du nom de la commune provient de l'expression « mauvais puits ». La commune fut créée en 1793 sous le nom de Mespuis, l'orthographe actuelle fut introduite en 1801 dans le bulletin des lois.

## Politique et administration

### Rattachements administratifs et électoraux

#### Rattachements administratifs
Antérieurement à la loi du 10 juillet 1964, la commune faisait partie du département de Seine-et-Oise. La réorganisation de la région parisienne en 1964 fit que la commune appartient désormais au département de l'Essonne et à son arrondissement d'Étampes après un transfert administratif effectif au 1er janvier 1968.
Elle faisait partie de 1801 à 1967 du canton de Milly-la-Forêt de Seine-et-Oise. Lors de la mise en place de l'Essonne, la ville intègre le canton de Méréville. Dans le cadre du redécoupage cantonal de 2014 en France, cette circonscription administrative territoriale a disparu, et le canton n'est plus qu'une circonscription électorale.

#### Rattachements électoraux
Pour les élections départementales, la commune est membre depuis 2014 du canton d'Étampes.
Pour l'élection des députés, elle fait partie de la deuxième circonscription de l'Essonne.

### Intercommunalité
Mespuits est membre de la communauté d'agglomération de l'Étampois Sud-Essonne, un établissement public de coopération intercommunale (EPCI) à fiscalité propre créé fin 2003 sous le statut de communauté de communes et auquel la commune a transféré un certain nombre de ses compétences, dans les conditions déterminées par le code général des collectivités territoriales.
Cette intercommunalité se transforme en communauté d'agglomération en 2016.

### Tendances et résultats politiques
Élections présidentielles, résultats des deuxièmes tours :
- Élection présidentielle de 2002 : 75,76 % pour Jacques Chirac (RPR), 24,24 % pour Jean-Marie Le Pen (FN), 87,18 % de participation[17].
- Élection présidentielle de 2007 : 74,17 % pour Nicolas Sarkozy (UMP), 25,83 % pour Ségolène Royal (PS), 88,03 % de participation[18].
- Élection présidentielle de 2012 : 69,35 % pour Nicolas Sarkozy (UMP), 30,65 % pour François Hollande (PS), 85,53 % de participation[19].
- Au premier tour de l'élection présidentielle de 2017, les quatre premiers candidats retenus par les électeurs de la commune sont Marine Le Pen (42,86 % des suffrages exprimés), François Fillon (19,33 %), Jean-Luc Mélenchon (13,45 %) et Emmanuel Macron (12,61 %).
Au second tour, Marine Le Pen obtient 65 voix (60,19 %) et le candidat élu Emmanuel Macron 43 voix (39,81 %) lors d'un scrutin où 21,48 % des électeurs se sont abstenus[20].

- Au premier tour de l'élection présidentielle de 2022, les quatre premiers candidats retenus par les électeurs de la commune sont Marine Le Pen (30,56 % des suffrages exprimés), Emmanuel Macron (24,07 %), Jean-Luc Mélenchon (14,81 %) et Valérie Pécresse (9,26 %).
Lors du second tour, le candidat élu Emmanuel Macron et Marine Le Pen sont à égalité avec chacun 49 voix (50 %), lors d'un scrutin où 14,96 % des électeurs se sont abstenus[21].

### Liste des maires
| Période                                  | Période       | Identité                | Étiquette | Qualité                                                                              |
| ---------------------------------------- | ------------- | ----------------------- | --------- | ------------------------------------------------------------------------------------ |
| Les données manquantes sont à compléter. |               |                         |           |                                                                                      |
|                                          |               |                         |           |                                                                                      |
| mai 1926                                 |               | M. Pommereau            |           |                                                                                      |
|                                          |               |                         |           |                                                                                      |
| juin 1995                                | 2014          | Gérard Baudet           | DVD       | Agriculteur                                                                          |
| 2014                                     | octobre 2024, | Sabine Furman-Lespagnol | SE        | Cadre administrative ou commerciaale d'entreprise Condamnée à 10 ans d'inéligibilité |

## Équipements et services publics

### Enseignement
Les élèves de Mespuits sont rattachés à l'académie de Versailles. La commune dispose sur son territoire de l'école élémentaire Georges Bouchet.

## Population et société

### Démographie
Les habitants sont appelés les Mespuitsiens.

#### Évolution démographique
L'évolution du nombre d'habitants est connue à travers les recensements de la population effectués dans la commune depuis 1793. Pour les communes de moins de 10 000 habitants, une enquête de recensement portant sur toute la population est réalisée tous les cinq ans, les populations de référence des années intermédiaires étant quant à elles estimées par interpolation ou extrapolation. Pour la commune, le premier recensement exhaustif entrant dans le cadre du nouveau dispositif a été réalisé en 2006.

En 2022, la commune comptait 188 habitants, en évolution de −9,62 % par rapport à 2016 (Essonne : +2,89 %, France hors Mayotte : +2,11 %).
| 1793 | 1800 | 1806 | 1821 | 1831 | 1836 | 1841 | 1846 | 1851 |
| ---- | ---- | ---- | ---- | ---- | ---- | ---- | ---- | ---- |
| 277  | 238  | 239  | 220  | 239  | 237  | 308  | 296  | 259  |

| 1856 | 1861 | 1866 | 1872 | 1876 | 1881 | 1886 | 1891 | 1896 |
| ---- | ---- | ---- | ---- | ---- | ---- | ---- | ---- | ---- |
| 244  | 244  | 258  | 250  | 238  | 243  | 255  | 249  | 248  |

| 1901 | 1906 | 1911 | 1921 | 1926 | 1931 | 1936 | 1946 | 1954 |
| ---- | ---- | ---- | ---- | ---- | ---- | ---- | ---- | ---- |
| 255  | 246  | 240  | 175  | 181  | 166  | 166  | 177  | 148  |

| 1962 | 1968 | 1975 | 1982 | 1990 | 1999 | 2006 | 2011 | 2016 |
| ---- | ---- | ---- | ---- | ---- | ---- | ---- | ---- | ---- |
| 133  | 131  | 143  | 138  | 138  | 154  | 170  | 202  | 208  |

| 2021 | 2022 | - | - | - | - | - | - | - |
| ---- | ---- | - | - | - | - | - | - | - |
| 201  | 188  | - | - | - | - | - | - | - |

#### Pyramide des âges
En 2018, le taux de personnes d'un âge inférieur à 30 ans s'élève à 39,9 %, ce qui est égal à la moyenne départementale (39,9 %). À l'inverse, le taux de personnes d'âge supérieur à 60 ans est de 19,2 % la même année, alors qu'il est de 20,1 % au niveau départemental.
En 2018, la commune comptait 110 hommes pour 104 femmes, soit un taux de 51,40 % d'hommes, largement supérieur au taux départemental (48,98 %).
Les pyramides des âges de la commune et du département s'établissent comme suit.
| Hommes | Classe d’âge | Femmes |
| ------ | ------------ | ------ |
| 1,9    | 90 ou +      | 0,0    |
| 5,6    | 75-89 ans    | 5,9    |
| 13,1   | 60-74 ans    | 11,9   |
| 15,0   | 45-59 ans    | 23,8   |
| 20,6   | 30-44 ans    | 22,8   |
| 14,0   | 15-29 ans    | 13,9   |
| 29,9   | 0-14 ans     | 21,8   |

| Hommes | Classe d’âge | Femmes |
| ------ | ------------ | ------ |
| 0,5    | 90 ou +      | 1,4    |
| 5,4    | 75-89 ans    | 7,2    |
| 12,9   | 60-74 ans    | 13,9   |
| 20     | 45-59 ans    | 19,4   |
| 19,9   | 30-44 ans    | 20,1   |
| 20     | 15-29 ans    | 18,2   |
| 21,3   | 0-14 ans     | 19,8   |

### Cultes
La paroisse catholique de Mespuits est rattachée au secteur pastoral de Milly-la-Forêt et au diocèse d'Évry-Corbeil-Essonnes. Elle dispose de l'église Saint-Médard.

### Médias
L'hebdomadaire Le Républicain relate les informations locales. La commune est en outre dans le bassin d'émission des chaînes de télévision France 3 Paris Île-de-France Centre, IDF1 et Téléssonne intégré à Télif.

## Économie
- Exploitations agricoles :  Six exploitations agricoles dédiées à culture céréalière (blé, orge, betteraves,…), dont les terres sont groupées au pourtour de la commune, sont recensées[2].

Quelques artisans et un commerce de proximité sont également présents.

### Emplois, revenus et niveau de vie en 2006
En 2006, le revenu fiscal médian par ménage était de 19 485 €, ce qui plaçait la commune au 4 081e rang parmi les 30 687 communes de plus de cinquante ménages que compte le pays et au 165e rang départemental.
| Répartition des emplois par catégories socioprofessionnelles en 2006. |              |                                           |                                                   |                            |                          |                           |
|                                                                       | Agriculteurs | Artisans, commerçants, chefs d’entreprise | Cadres et professions intellectuelles supérieures | Professions intermédiaires | Employés                 | Ouvriers                  |
| Mespuits                                                              | -            | -                                         | -                                                 | -                          | -                        | -                         |
| Zone d’emploi d’Étampes                                               | 1,8 %        | 6,2 %                                     | 15,1 %                                            | 24,9 %                     | 27,2 %                   | 24,8 %                    |
| Moyenne nationale                                                     | 2,2 %        | 6,0 %                                     | 15,4 %                                            | 24,6 %                     | 28,7 %                   | 23,2 %                    |
| Répartition des emplois par secteurs d’activités en 2006.             |              |                                           |                                                   |                            |                          |                           |
|                                                                       | Agriculture  | Industrie                                 | Construction                                      | Commerce                   | Services aux entreprises | Services aux particuliers |
| Mespuits                                                              | -            | -                                         | -                                                 | -                          | -                        | -                         |
| Zone d’emploi d’Étampes                                               | 2,9 %        | 16,1 %                                    | 6,7 %                                             | 14,8 %                     | 9,2 %                    | 5,8 %                     |
| Moyenne nationale                                                     | 3,5 %        | 15,2 %                                    | 6,4 %                                             | 13,3 %                     | 13,3 %                   | 7,6 %                     |
| Sources : Insee,                                                      |              |                                           |                                                   |                            |                          |                           |

## Culture locale et patrimoine

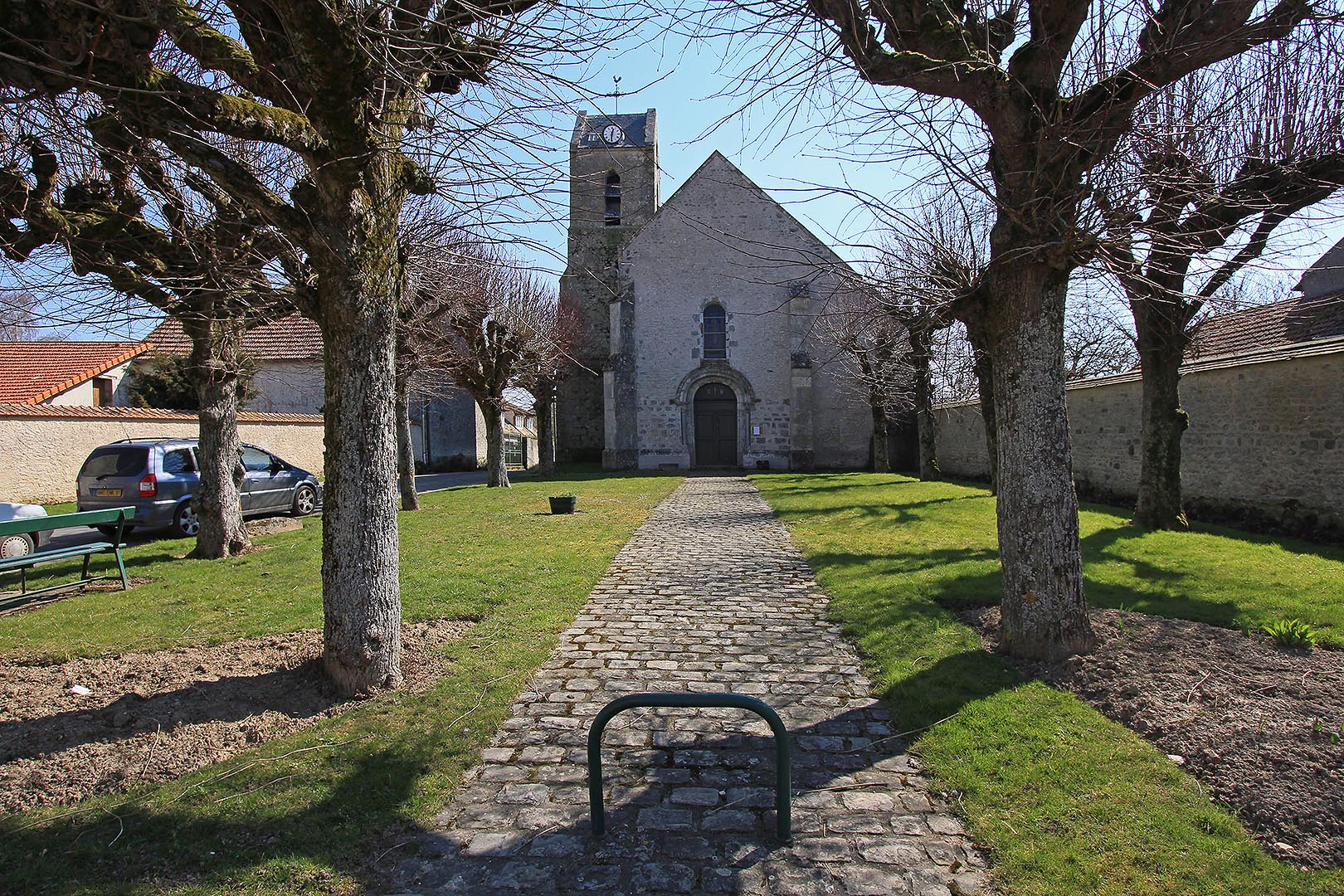
L'église Saint-Médard.

### Lieux et monuments
L'église Saint-Médard  Inscrit MH (1926, portail) date des XIIe, XIIIe, XVIe et XIXe siècles.

### Mespuits dans les arts et la culture
- 1977 : film La Coccinelle à Monte-Carlo de Vincent McEveety, avec Dean Jones et Don Knotts.

### Héraldique
| Blason de Mespuits | Blason  | Tranché d'or à deux puits au naturel* rangés en bande, et de sinople à quatre épis de blé, tigés et feuillés du premier, empoignés, les épis rangés en bande. |
| Blason de Mespuits | Détails | Les puits, comme toutes constructions humaines, n'ont pas de couleur précise et factuelle "au naturel". Aussi, toute couleur plausible (argent, gueules) sera valable pour colorer les puits de ces armes. Armoiries de concepteur inconnu, adoptées le 16 septembre 2017. |